# 蒙茅斯
蒙茅斯（英語： 發音： /ˈmɒnməθ/ MON-məth; 威尔士语: Trefynwy）位於英國威爾斯東南部，距離英格蘭邊界僅3.2公里（2英里）。城鎮是曼诺河與威河的交匯處。它位於威爾斯首府卡地夫東北方58公里（36英里），倫敦西方204公里（127英里）。蒙茅斯是蒙茅斯郡的郡治，屬蒙茅斯郡的單一管理區，也在蒙茅斯國會選區的範圍內。依據2001年英國人口普查，人口為8,877人。
在羅馬帝國不列顛尼亞行省時期，該處曾有一個小型堡壘，1067年諾曼人建立城堡後，逐漸形成城鎮。鎮中的門型曼諾橋建立於中世紀，是全英國目前僅存的同型橋樑。該城堡後來為蘭開斯特王朝所擁有，是亨利五世國王1387年出生的地方。自1536年起，成為蒙茅斯郡的郡治。蒙茅斯初期以農業發展, 亦是蒙茅斯帽的主要製造地。
蒙茅斯後來成為威河谷地核心地帶的旅遊中心，也是一個集鎮。它目前是臨近地區的購物及服務業中心，也是教育文化活動的焦點所在，以A40、A449公路與M4高速公路在威爾斯第三大城紐波特相連，並與M50高速公路在威河上的羅斯相連。

## 词源
蒙茅斯一词是英语單詞'Monnow-mouth'的縮寫。曼诺河是威爾士語Mynwy的英语写法，意為河流。而其名在威爾士語(Trefynwy)解作"在曼諾河的市鎮"。

## 历史
蒙茅斯考古协会对蒙诺街沿线遗址的发掘，发现了大量关于该镇早期历史的信息。事实上，英国考古学委员会已将蒙茅斯列为英国十大考古学名镇之一。

### 史前
2013年9月，蒙茅斯考古学会对紧邻该镇西北面的Parc Glyndwr住房开发地的Parc Glyndwr住房开发地进行考古调查时，发现了青铜时代的建船群落的证据，其中包括三条100英尺(30米)长的通道，该通道毗邻一个已消失的湖泊。
后来的考古发掘发现了新石器时代的高脚屋的遗迹，这个住宅是在远离湖岸的人工岛上的高跷上建造的，水深达10英尺（3.0米）。橡树木材被巧妙地用石器或燧石斧头切割成高跷、柱子和柱子，很可能支撑在三根平行生长的树的 "卧梁 "上，宽达3英尺3英寸(1米)，水平铺在湖床上。该结构的木材经放射性碳素测定，年代为距今4867年。

### 罗马时代
在蒙茅斯的第一个有记录的定居点是Blestium罗马人的小堡垒，这是罗马人占领时期边境上建立的军事基地网络之一。这里通过公路连接到格莱维姆（Glevum）和伊斯卡-奥古斯塔（Caerleon）等较大的罗马城镇。考古学家在现代城镇中心发现了罗马陶器和钱币。在后来的罗马时期，即2世纪至4世纪晚期，这里似乎是一个炼铁的中心，利用附近的Gobannium（Abergavenny）和Ariconium（靠近Ross-on-Wye）的当地铁矿石和木炭进行炼铁。

### 中世纪
罗马人在英国统治结束后，该地区处于威尔士王国埃尔京（Ergyng）的南部边缘。一个7世纪的教堂的记录表明蒙茅斯的居民点还存在，并且在镇内的一个不知名的地方，供奉着威尔士圣人卡多克。1056年，威尔士君王Gruffydd ap Llywelyn和威尔士君王Gruffydd ap Llywelyn率领由威尔士人、撒克逊人和丹麦人组成的军队，在途中打败了赫里福德伯爵Ralph，并在赫里福德（Hereford）以北18英里（29公里）处的撒克逊人的部落被洗劫一空。
在1066年诺曼人征服英格兰后，赫里福德的领地被赐予了诺曼底的威廉-菲茨-奥斯伯恩(William FitzOsbern)，他是威廉国王最亲密的盟友之一，负责保卫该地区免受威尔士人的侵扰。在蒙茅斯建起了一座新的城堡，从完善的防线上俯瞰周边地区，并控制着河道和该地区重要的农田、木材和矿产资源。最初，它应该是一座莫特城堡和贝利城堡，后来用石头重建，并随着时间的推移进行了加固和开发。1075年左右，在威廉-菲茨-奥斯伯恩（William fitzOsbern）的儿子罗杰（Roger）失宠后，布列塔尼人Withenoc建立了一个本笃会教派的修道院，成为蒙茅斯的领主。
修道院可能曾经是蒙茅斯僧侣蒙茅斯的杰弗里之住所，他出生于1100年左右，以写《不列颠诸王史》而闻名。
该镇被记录在《末日审判书》中，并在此后进行了扩展。在曼诺河街沿线有了早期的城堡开发，12世纪时，在河以西的Overmonnow郊区，由一条名为Clawdd-du或Black ditch的护城河保护，开始发展起来。这一时期的记录提到了该镇的铁器贸易，以及利用当地的矿石和木炭进行锻造。锻造厂生产的煤渣形成了一堆堆的煤渣，被用于建筑地基；Overmonnow的Cinderhill街的名字就来自于这一时期。
在国王亨利三世的支持者和试图削弱其权力的男爵们之间的动荡时期，1233年，该镇发生了一场重大战役，国王的军队在这场战役中被彭布罗克伯爵理查德-马歇尔的军队击溃。后来，亨利的儿子駝背者愛德蒙在1267年成为兰开斯特伯爵后，对城堡进行了扩建。 大约在1300年，城墙被修建起来，蒙诺河上的桥也被加固。这座桥如今已被改造成了人行道，至今仍保留着，是英国唯一一座这样的加固桥，据说也是欧洲仅有的三座类似的桥之一。
1326年，国王爱德华二世被他的妻子伊莎贝拉和她的情人罗杰·莫蒂默（Roger Mortimer）（马奇伯爵）推翻后，被短暂地囚禁在蒙茅斯城堡。 14世纪中叶，冈特的约翰和蘭開斯特的布蘭奇联姻，城堡和城镇被兰开斯特家族所拥有。高特约翰对城堡进行了加固，增建了大礼堂，城堡成为兰开斯特家族最喜欢的住所。1387年，高特约翰的孙子玛丽-德-博亨（Mary de Bohun）的孙子出生在蒙茅斯城堡门楼内的王后室里，当时他的父亲亨利·博林布鲁克正在当地打猎。这个男孩在加冕为亨利五世之前，被称为蒙茅斯的亨利；在当地长弓手的支持下，他在1415年的阿金库尔战役中取得了胜利。蒙特茅斯与亨利的关系，在主要的城镇广场阿金库尔广场的命名和夏尔厅前的亨利雕像中都有纪念。
从14世纪起，该镇因生产毛线蒙茅斯帽而闻名。然而，作为一个边境城市，在1405年左右，附近地区，包括乌斯克和格罗斯蒙特的支持者们的攻击下，其繁荣程度受到了破坏，尽管蒙茅斯本身并没有受到攻击，但它的繁荣程度却受到了影响。

### 中世纪晚期
1536年，亨利八世在1535-1542年頒布《威爾士法令》，廢除領主領主的權力，統一英格蘭和威爾士的行政管理。在格洛斯特郡和赫里福德郡以西的格洛斯特郡和赫里福德郡建立了一个新的郡，蒙茅斯成为其县城。該城同時在英格蘭國會獲得代表權，其教區被解散。1605年，詹姆斯一世以专利信授予蒙茅斯镇特许权。1605年，詹姆斯一世以特许状的形式授予了蒙茅斯镇的特许权，其中包括 "在未来的任何时候...........永远是一个和平与安宁的城镇和区，以儆效尤，恐吓恶人，赏赐善人。"1610年斯贝德的地图上所描绘的城镇布局，对于今天的居民来说，很容易就能认出，从城堡通过主要街道—蒙诺街到桥，可以清楚地看到主轴线的布局。曼诺河街是一条典型的集市街，中间宽，两端窄，以防止牲畜逃跑。
蒙茅斯学校由威廉-琼斯于1614年创立。在英国内战期间，城堡曾三次易手，1648年奥利弗·克伦威尔在夺回切普斯托城堡并围攻彭布罗克城堡的途中经过，战争结束后，蒙茅斯城堡逐渐破弃，但小镇本身却日益繁荣。大城堡宫建于1673年，现在是英国军队中最古老的军团—蒙茅斯郡皇家工兵（民兵）的基地。郡公所（Shire Hall）建于1724年，用于举行当地的巡回会议，建筑下面的区域是镇上的集市。
到了18世纪末，该镇已成为"威河之旅 "的游客们的热门中心，游客们乘船游览风景如画的魏河畔罗斯、古德里奇、丁特恩、切普斯托和其他地方的风景如画的景点。

### 近现代
1802年，海军上将霍雷肖·纳尔逊到访该镇，他知道该地区的林地在为英国海军提供木材方面的重要性，于是批准在附近的Kymin山上建造了一座以他的名字命名的海军庙（Naval Temple）。 蒙茅斯桥以南的船厂里，直到1816年Chepstow的新桥开通，才建造了500吨以下的木船。修院（Priory）街是该镇的第一条支路，建于19世纪30年代，下面是镇上的屠宰场。1840年，在蒙茅斯的Shire Hall，宪章运动抗议者John Frost、Zephaniah Williams和William Jones成为英国最后一批被判处绞刑、抽刑和监禁的人，他们在纽波特暴乱导致20人死亡后，被判定为叛国罪。后来被减刑，被押送到范迪曼的土地上。
在1857年成立正式的警察部队之前，蒙茅斯有一名教区警员，由执事协助维持治安，被任命的警员任期一年，通常都是在其他地方政府或社区工作过的人。 William Fuller在19世纪初至中叶担任蒙茅斯的警员长达20多年，他还曾担任过扰民督察、消防队队长、度量衡督察、市场书记官和怀伊河管理员。
据记录，富勒还曾救人于溺水者，担任紧急助产士，并从被水淹的房子里救出一名妇女。在当地报纸、《梅林报》和《蒙茅斯郡灯塔报》上，详细记录了富勒和后来的警察在本世纪的蒙茅斯及周边地区所要处理的犯罪类型。这些罪行包括偷窃牲畜、衣物、食物、贵重物品、燃料（木材和煤炭）、袭击、破坏财物、公路抢劫、诈骗、传递假币、卖淫、猥亵暴露，以及更严重的隐瞒婴儿死亡、未经同意而与人性交和谋杀等罪行。当许多此类案件在四分之一开庭或巡回法庭上审理时，警员都会在Shire Hall出庭。一旦法庭宣判后，当局就有多种处罚方式可供选择。死罪是在蒙茅斯郡监狱处理的，鞭打和劳役也是如此。虽然1836年在蒙茅斯成立了一支由4名警员和1名中士组成的警察部队，但由于财政状况不稳定，两年内警察部队只剩下2名警员。
1857年至1883年期间，为蒙茅斯修建了四条铁路：科尔福德、蒙茅斯、阿斯克和庞蒂普尔铁路、罗斯和蒙茅斯铁路、魏河谷铁路和科尔福德铁路。这些铁路都在1917年至1964年期间关闭。
1896年，在奥斯巴顿的蒙诺河上建了一座水电站，一直到1953年，为该镇提供电力。在同一地点建造了一座新的水电站，从2009年起开始运行，通常每年的发电量为67万千瓦时。
在19世纪末20世纪初，蒙茅斯与劳斯家族有着密切的联系，他们在镇外的亨德尔（The Hendre）建造了一座豪宅。1904年，查尔斯-劳斯与亨利-莱斯（Henry Royce）一起创办了一家新的汽车制造企业，即劳斯莱斯，但在1910年，他在一次飞机失事中丧生，年仅32岁；阿金库尔广场上有一座雕像纪念他。
圣玛丽教堂里有一座纪念碑，纪念1914年11月1日在科罗内尔战役中被德国巡洋舰SMS Scharnhorst和SMS Gneisenau在智利海岸外的智利海岸上全军覆没的HMS蒙茅斯号战舰上的遇难者；教堂每年都会举行纪念仪式。 共有七艘皇家海军的舰艇以该镇的名字命名，其中包括1991年下水的23型护卫舰，目前仍在役。
在20世纪的大部分时间里，蒙茅斯仍然是一个相对安静的小镇；1959年客运铁路服务结束，但随着1966年新的A40公路绕过该镇，以及后来将该镇与高速公路系统连接起来，其道路连接得到了极大的改善。这些交通的改善促进了该镇的发展，郊区延伸到老镇中心的东南部、西部和北部的威河和曼诺河以外。

## 地理
蒙茅斯位于泥盆纪旧红砂岩地区，位于魏河与其支流蒙诺河汇合处，紧邻较小的特罗西河从西面流入魏河的河口以北。紧接南面，魏河进入一个山谷，由砂岩，特别是碳酸盐岩石灰岩切割而成。镇子的北面、东面和南面都是林木茂密的山丘，包括Buckholt Wood (230米(750英尺)、The Kymin (260米(850英尺)和The Graig (258米(846英尺))，西面是起伏较平缓的地形。 镇中心本身位于威河和曼诺河的洪泛区之间的低洼地带上，经常遭受严重的水灾。镇中心北面和南面的水草甸，分别被称为Vauxhall Fields和Chippenham Mead，目前这里还没有被开发。
在气候方面，该镇位于塞汶河口附近的地区，受海洋性气候影响，与英格兰中西部地区较凉爽干燥的气候条件之间。附近的Ross-on-Wye气象站显示，1月的日平均最高气温为7.3°C(45.1°F)至7月的22.0°C(71.6°F)，年日照时间为1504小时，年平均降雨量为706毫米(27.8英寸)。

## 交通
蒙茅斯位于A40双车道公路旁，该公路在南威尔士的Newport连接M4高速公路和Ross-on-Wye的M50高速公路，在西米德兰兹的Worcester以南连接M5高速公路。A40公路穿过镇中心，直到1966年，该公路在镇中心和怀伊河之间的土地上重新开放。该镇南面的切普斯托镇和北面的赫里福德镇通过A466公路连接起来。该镇与Hereford、Ross-on-Wye、Coleford、Chepstow、Newport和Abergavenny之间有定期的公共汽车服务。 离蒙茅斯最近的主要机场是布里斯托尔（41英里（66公里）和卡迪夫（49英里（79公里））。伦敦希思罗机场（London Heathrow Airport）距离120英里（190公里）。
1959年1月以来，蒙茅斯一直没有客运铁路服务，尽管直到1964年才有货物列车运行。蒙茅斯的主要火车站，即蒙茅斯特洛伊火车站，作为铁路网的一部分，在关闭后的许多年里，它一直是煤炭配送站和重型货车的基地，但现在该建筑已被拆除，并在格洛斯特郡-沃里克郡铁路上的温奇科姆火车站重新安装。蒙茅斯的另一个车站是罗斯和蒙茅斯铁路上的蒙茅斯梅山站，建在镇中心魏河对岸。这座车站作为蒙茅斯锯木厂和煤气厂（Monmouth Sawmills and Gas Works）运营多年，后作为铁路网的一部分关闭。

## 政府
蒙茅斯郡由蒙茅斯郡议会管理，该议会是1996年成立的威尔士22个单一制地方当局之一。其办公室在2012年之前一直设在Cwmbran的Croesyceiliog的前Gwent县厅；大部分工作人员现在在Usk和Magor的办公室。该镇选举出四名县议员，分别为Dixton与Osbaston、DrybrAgincourt、Overmo郡公所，nnow和Wyesham的选区；目前，两名议员是独立议员。烧炭工起义（两名是保守党人。）该镇还有自己镇议会，由16名议员组成，每四年选举一次。
该镇于1536年首次进入议会，当时该镇被分配了一个席位，郡政府又被分配了两个席位。 到了17世纪末，三个席位的选民由蒙茅斯、纽波特和阿斯克的自由人组成，1832年《大改革法》颁布后，该选区一般被称为蒙茅斯选区。1918年的《人民代表法》使纽波特成为一个议会选区，蒙茅斯被纳入新的蒙茅斯县选区。在随后的选举中，该镇一直是蒙茅斯选区的一部分，尽管选区边界曾多次变更。该地区著名的国会议员包括1852年至1868年的工业家Crawshay Bailey；1957-58年的财政大臣Peter Thorneycroft，1957-58年的财政大臣和1975-81年的保守党主席，1945-1966年担任该镇的国会议员；1970-1991年的国会议员John Stradling Thomas。在最近几次选举中，该选区选出了一名保守党议员；现任议员是2005年首次当选的大卫-戴维斯。在威尔士议会选举中，该镇是蒙茅斯选区的一部分；现任议员是Nick Ramsay（保守党）。在2020年1月之前，蒙茅斯一直属于欧洲议会的威尔士选区。
《威尔士法令》造成了一个反常的现象，即虽然蒙茅斯郡被称为 "威尔士的领地"，但它被直接划归威斯敏斯特法院，而不是隶属于威尔士的大审法院。在教会方面，直到1836年，蒙茅斯镇一直隶属于赫里福德教区，而不是Llandaff教区，这些安排使人们普遍认为该地区是英格兰的一部分，而不是威尔士的一部分，尽管威尔士的大部分法律都是用 "威尔士和蒙茅斯郡 "这一短语来适用于该地区。《1914年威尔士教会法》颁布后，威尔士教会于1921年设立了蒙茅斯教区，1949年，蒙茅斯郡被纳入威尔士和蒙茅斯郡理事会的管辖范围，该理事会是威尔士办事处的前身。《1972年地方政府法》最终在法律上澄清了蒙茅斯是否应被视为威尔士的一部分的问题，该法将蒙茅斯郡纳入威尔士境内。

## 经济
蒙茅斯的发展主要是作为一个集镇和农业中心，而非工业中心。羊毛工业在早期的发展中是很重要的，从15世纪开始，该镇是非常流行的蒙茅斯帽子的生产中心。
历史上，蒙茅斯也有铁器和马口铁厂，还有造纸厂和玉米厂。该镇也是一个重要的河流港口，沿魏河的仓库和码头后来为了修建A40公路而被拆除。
蒙茅斯现在主要是服务行业和旅游业的中心，其良好的公路交通条件使得居民们前往西米德兰、南威尔士和布里斯托等较大的城市的通勤上班。蒙茅斯和地区贸易和商会代表着该镇的企业，旨在支持和鼓励他们的发展。
镇上有各种国家和独立的商店，其中许多商店都在曼诺河街。超市包括Waitrose、Cooperative Food、Marks & Spencer Food、Iceland和（在Wyesham，河对岸）Lidl。镇上还有种类齐全的银行和许多独立的咖啡馆和餐馆。教堂街是一条鹅卵石铺成的步行街，里面有手工艺品店、书店、传统的杂货店、药店、咖啡店和餐馆。蒙茅斯自2005年起成为公平贸易小镇。在蒙诺桥附近有一个定期的集市，偶尔也会在阿金库尔广场的传统集市上举行。镇中心有许多公共房屋，包括老纳格头、女王头、冲床屋、格里芬、格洛斯特、维奈特树、国王头（Wetherspoon）、三马蹄、青龙和门屋等。
唱片公司Nimbus唱片公司位于小镇附近的Wyastone Leys。
根据2001年的人口普查，蒙茅斯的人口中，从事零售和批发业的比例相对较高（19.5%，而威尔士整体为16.3%）、教育（11.8%，而威尔士全境为8.1%）和物业服务（10.8%，而威尔士全境为8.5%）。从事制造业的比例低于平均水平(16.5%，而威尔士全国为17.3%)，从事公共管理的比例也低于平均水平(4.3%，而威尔士全国为6.8%)。就职业类别而言，从事管理和专业职位的居民比例高于平均水平(30.1%，而在威尔士全国范围内为22.7%)，而从事行政和加工工作的比例较低(每组8.7%，而在威尔士全国范围内分别为12.2%和10.2%)。

## 教育

### 学前和小学
该镇有三所小学。Kymin View、Osbaston和Overmonnow。在Mudiad Meithrin的支持下，一个威尔士语的家长和幼儿团体Cylch Ti a Fi Trefynwy在该镇的支持下运作。

### 中学
该镇由蒙茅斯综合学校提供服务，2012年有超过1600名学生。威尔士语中等教育在Pontypool的Ysgol Gyfun Gwynllyw提供。

### 私校：蒙茅斯学校
蒙茅斯学校是一所由5所寄宿学校和日校组成的 "家族"。有一所3-7岁的男、女预科学校，两所男校(7-11岁的初中男校和11-18岁的高中)和两所女校(7-11岁的初中女校和11-18岁的高中)。

### 大专学校
Coleg Gwent在其Learn IT中心提供短期课程。Monmouth University of the Third Age (U3A)为退休和半退休人员提供教育和休闲活动。

## 人口
在2001年的人口普查中，常住人口为8,877人。其中，15岁或以下的有1,760人(19.8%)；16至29岁的有1,227人(13.8%)；30至44岁的有1,687人(21.1%)；45至59岁的有1,849人(20.8%)；60至74岁的有1,386人(15.6%)；75岁或以上的有968人(10.9%)。该镇的居民年龄中位数为42岁，而威尔士的居民年龄中位数为39岁。该镇的人口从1961年的5,504人增加到2001年的8,877人，四十年来增长了61%。

## 宗教
在2001年的人口普查中，74.2%的常住人口的宗教信仰为基督教，16.7%的人表示 "无宗教信仰"。少数宗教包括穆斯林（0.2%）、锡克教（0.2%）和佛教（0.2%）。
蒙特茅斯有多个教派的教堂。在威尔士的教会中，蒙茅斯教区集团包括圣玛丽修道院教堂，该教堂每周定期举行礼拜。该教堂大约在1075年左右作为本笃会教区的教区建立。1536年修道院解体后，教堂陷入一片废墟，但在1737年重建为堂区教堂，并在1882年再次完全重建。教堂的尖顶在镇上和镇内的景色中都很突出，当地教区群中的其他圣公会教堂有Overmonnow的圣托马斯教堂，以及Mitchel Troy、Wonastow和Buckholt的教堂。
蒙茅斯教区是威尔士教会的六个教区之一，其中的大教堂是纽波特的圣伍洛斯大教堂。Wyesham和Dixton的教堂虽然在威尔士境内，但由英格兰教会管理，属于赫里福德教区。
圣玛利亚罗马天主教堂是宗教改革后在威尔士建造的第一座天主教堂，它的建造是在1778年放宽对天主教徒的法律之后。19世纪，该教堂曾多次扩建。蒙茅斯卫理公会教堂因其外观和内部建筑特色而闻名。浸信会教堂始建于1818年，但直到1907年才建成现在的教堂。在Wyesham有一座基督教团契教堂。

## 文化和节日
蒙茅斯被评为2017年威尔士最佳居住地之一。
威尔士语和文化在蒙茅斯和地区威尔士语协会（Cymdeithas Gymraeg Trefynwy a'r Cylch）的主持下，在该地区积极推广威尔士语和文化。
该镇的传统小剧场和电影院，即位于教堂街的萨瓦剧院，据说是威尔士最古老的剧院。蒙茅斯也是2004年开业的布莱克剧院的所在地。当地的表演团体包括Off Centre Theatre Company、Monmouth Operatic Society、Monmouth Choral Society、Monmouth Choral Society以及全国最大的音乐协会之一的Merlin Society。自1919年以来，Monmouthshire Show（原名Monmouth Show）每年都会举行，传统上是在8月的最后一个星期四举行，不过其历史可以追溯到1857年。在这之前，镇上有一个农业协会，可以追溯到1790年代，举办犁耕比赛。该展会现在在7月的第三个星期六举行，是威尔士最大的单日农业展，有350多个贸易展位。
蒙茅斯音乐节是一个为期9天的免费音乐节，自1982年以来，每年都会举办，是欧洲最大的免费音乐节之一。该镇每年还举办洛克菲尔德乡村音乐节和蒙茅斯妇女节。每年5月举行一年一度的帆船比赛，每年为圣大卫基金会举办一次漂流比赛。
蒙特茅斯博物馆的前身是纳尔逊博物馆，是查尔斯-罗尔斯的母亲Llangattock夫人遗赠给该镇的最大的纳尔逊材料收藏馆之一。它还展示了已知的唯一一顶蒙茅斯帽的原件，可追溯到16世纪。1989年建立的一个小型的摄制队博物馆位于大城堡屋内，这是一座建在蒙茅斯城堡的一部分原址上的前城镇房屋。
蒙茅斯与法国的Carbonne镇和德国的Waldbronn结为姊妹城。
BBC连续剧《Doctor Who》的两集外景拍摄是在蒙茅斯拍摄的。The Unquiet Dead（2005）和The Next Doctor（2008）。

## 维基小镇

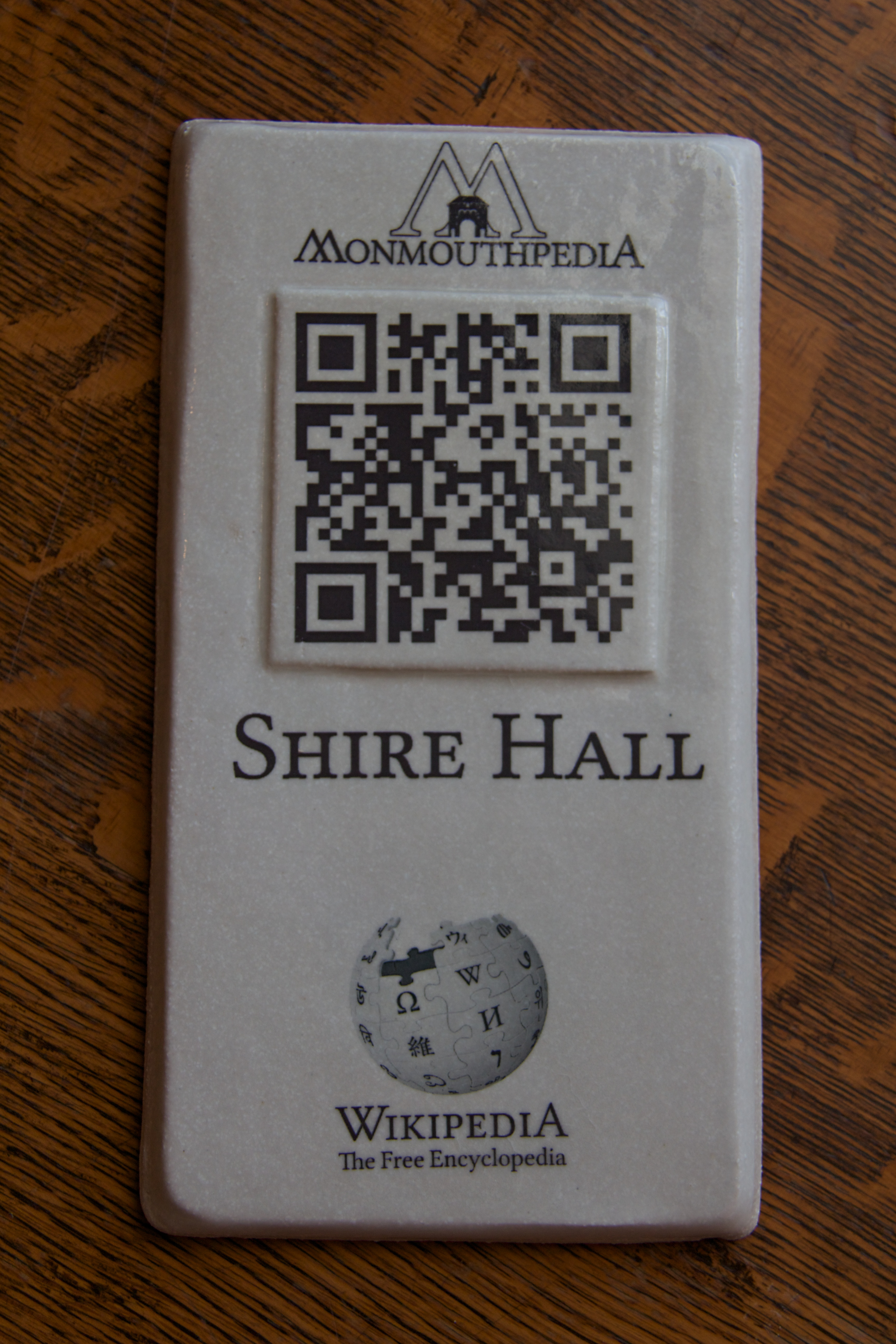
印有維基百科標誌及QR碼的景點指示牌（郡公所）

2012年，蒙茅斯成为世界上首个“维基小镇”。游客只需利用智能手机扫描历史景点、博物馆、酒吧等场所的QR碼（二维条码的一種），就能透過维基百科上的信息，了解蒙茅斯的历史。这项计划被称为“蒙茅斯百科”（Monmouthpedia），這也是維基百科第一個GLAM的專案。